# Ecuador en la Copa América 2021
La selección de Ecuador fue uno de los 10 equipos participantes en la Copa América 2021, torneo continental que se llevó a cabo del 13 de junio al 10 de julio de 2021 en Brasil. Fue la vigésima novena participación de Ecuador.
Ecuador estuvo en la zona norte —Grupo B— de acuerdo a las políticas de está edición, junto a Brasil, Colombia, Perú y Venezuela; la selección de Catar desistió de participar en esta edición.
El 20 de mayo de 2021 la Conmebol informó que Colombia no estaba en condiciones de recibir el torneo debido a la complicada situación sanitaria y social en el país. El 31 de mayo de 2021 se anunció a Brasil como sede de torneo, siendo así de manera consecutiva el anfitrión de los partidos.

## Preparación
Ecuador disputó la Copa América 2019 celebrada en Brasil, en la cual quedó eliminada en primera ronda luego de caer ante Uruguay por 4-0 y ante Chile por 2-1, e igualar con Japón por 1-1. La mala campaña fue determinante para que la Federación Ecuatoriana de Fútbol decidiera, en julio de 2019, despedir a Hernán Darío Gómez como director técnico del combinado nacional. Durante el resto del año 2019, con la presencia de Jorge Célico como entrenador interino, Ecuador disputó cinco amistosos, sobre los cuales obtuvo tres victorias y dos derrotas.
A inicios de 2020, la federación nacional confirmó la contratación de Jordi Cruyff, hijo del mítico jugador neerlandés Johan Cruyff, como nuevo seleccionador del conjunto tricolor. Para marzo de aquel año, y previo al desarrollo de la Copa América de Argentina y Colombia, el conjunto ecuatoriano debía disputar las dos primeras jornadas de las eliminatorias para la Copa Mundial de 2022 ante Argentina y Uruguay; sin embargo, la pandemia de COVID-19 originada a fines de 2019 provocó que tanto los encuentros de la clasificación en cuestión como la Copa América fueran postergados. Desde mediados de 2020 el argentino Gustavo Alfaro asumió el cargo de director técnico de la selección ecuatoriana tras la renuncia de Jordi Cruyff.

### Amistosos previos
| 5 de septiembre de 2019 | Perú | 0:1 (0:0) | Ecuador      | Red Bull Arena, Harrison, Estados Unidos |                                 |
| 21:00 (UTC-4)           |      |           | Castillo 47' | Asistencia: 14 265 espectadores          | Asistencia: 14 265 espectadores |

|  |  |

| 10 de septiembre de 2019 | Ecuador                                      | 3:0 (0:0) | Bolivia | Estadio Alejandro Serrano Aguilar, Cuenca, Ecuador |  |
| 19:00 (UTC-5)            | Estrada 49' · Sornoza 72' (pen.) · Plata 86' |           |         |                                                    |  |

|  |  |

| 13 de octubre de 2019 | Ecuador  | 1:6 (0:3) | Argentina                                                                                          | Estadio Manuel Martínez Valero, Elche, España |                               |
| 17:00 (UTC+1)         | Mena 49' |           | Alario 20' · Espinoza 27' (a.g.) · Paredes 32' (pen.) · Pezzella 66' · Domínguez 82' · Ocampos 86' | Asistencia: 6000 espectadores                 | Asistencia: 6000 espectadores |

|  |  |

| 14 de noviembre de 2019 | Ecuador                                 | 3:0 (1:0) | Trinidad y Tobago | Estadio Reales Tamarindos, Portoviejo, Ecuador |                               |
| 19:15 (UTC-5)           | Franco 29' · E. Valencia 71' (pen.) 85' |           |                   | Asistencia: 9367 espectadores                  | Asistencia: 9367 espectadores |

|  |  |

| 19 de noviembre de 2019 | Ecuador | 0:1 (0:1) | Colombia  | Red Bull Arena, Harrison, Estados Unidos |                                 |
| 20:00 (UTC-5)           |         |           | Uribe 42' | Asistencia: 20 452 espectadores          | Asistencia: 20 452 espectadores |

|  |  |

| Amistoso internacional; 29 de marzo de 2021                        | Ecuador                                  | 2:1 (1:0) | Bolivia               | Estadio Banco Guayaquil, Quito, Ecuador |                         |
| 15:30 (UTC-5)                                                      | Fidel Martínez 37' · Michael Estrada 59' | Reporte   | Rodrigo Ramallo 90+4' | Árbitro(s): Jhon Ospina                 | Árbitro(s): Jhon Ospina |
| Primer partido internacional jugado en el estadio Banco Guayaquil. |                                          |           |                       |                                         |                         |

|  |  |

### Eliminatorias para la Copa Mundial de 2022
| Fecha 1; 8 de octubre de 2020 | Argentina        | 1:0 (1:0)                     | Ecuador | Estadio La Bombonera, Buenos Aires, Argentina                            |                                                                          |
| 21:30 (UTC-3)                 | Messi 13' (pen.) | FIFA Reporte Conmebol Reporte |         | Asistencia: 0 espectadores Árbitro(s): Roberto Tobar VAR: Cristian Garay | Asistencia: 0 espectadores Árbitro(s): Roberto Tobar VAR: Cristian Garay |

|  |  |

| Fecha 2; 13 de octubre de 2020 | Ecuador                                         | 4:2 (2:0)                     | Uruguay                         | Estadio Rodrigo Paz Delgado, Quito; Ecuador                                |                                                                            |
| 16:00 (UTC-5)                  | M. Caicedo 15' · Estrada 45+4', 53' · Plata 75' | FIFA Reporte Conmebol Reporte | Suárez 83' (pen.), 90+5' (pen.) | Asistencia: 0 espectadores Árbitro(s): Wilmar Roldán VAR: Alexander Ospina | Asistencia: 0 espectadores Árbitro(s): Wilmar Roldán VAR: Alexander Ospina |

|  |  |

| Fecha 3; 12 de noviembre de 2020 | Bolivia                | 2:3 (1:0)                     | Ecuador                                       | Estadio Hernando Siles, La Paz, Bolivia                                   |                                                                           |
| 16:00 (UTC-4)                    | Arce 37' · Martins 60' | FIFA Reporte Conmebol Reporte | B. Caicedo 46' · Mena 55' · Gruezo 88' (pen.) | Asistencia: 0 espectadores Árbitro(s): Wilton Sampaio VAR: Rodolpho Toski | Asistencia: 0 espectadores Árbitro(s): Wilton Sampaio VAR: Rodolpho Toski |

|  |  |

| Fecha 4; 17 de noviembre de 2020 | Ecuador                                                                         | 6:1 (4:1)                     | Colombia               | Estadio Rodrigo Paz Delgado, Quito, Ecuador                               |                                                                           |
| 16:00 (UTC-5)                    | Arboleda 7' · Mena 9' · Estrada 32' · Arreaga 39' · Plata 78' · Estupiñán 90+2' | FIFA Reporte Conmebol Reporte | Rodríguez 45+1' (pen.) | Asistencia: 0 espectadores Árbitro(s): Jesús Valenzuela VAR: Andrés Cunha | Asistencia: 0 espectadores Árbitro(s): Jesús Valenzuela VAR: Andrés Cunha |

|  |  |

| Fecha 7; 4 de junio de 2021 | Brasil                                | 2:0 (0:0)                     | Ecuador | Estadio Beira-Rio, Porto Alegre                                           |                                                                           |
| 21:30 (UTC-3)               | Richarlison 65' · Neymar 90+4' (pen.) | FIFA Reporte Conmebol Reporte |         | Asistencia: 0 espectadores Árbitro(s): Alexis Herrera VAR: Cristián Garay | Asistencia: 0 espectadores Árbitro(s): Alexis Herrera VAR: Cristián Garay |

|  |  |

| Fecha 8; 8 de junio de 2021 | Ecuador     | 1:2 (0:0)                     | Perú                      | Estadio Rodrigo Paz Delgado, Quito                                        |                                                                           |
| 16:00 (UTC-5)               | Plata 90+2' | FIFA Reporte Conmebol Reporte | Cueva 62' · Advíncula 88' | Asistencia: 0 espectadores Árbitro(s): Esteban Ostojich VAR: Andrés Cunha | Asistencia: 0 espectadores Árbitro(s): Esteban Ostojich VAR: Andrés Cunha |

|  |  |

## Plantel
La nómina oficial de convocados fue divulgada por la Federación Ecuatoriana de Fútbol el 9 de junio de 2021.
| No.   | Pos.           | Jugador               | Fecha de nacimiento (edad)         | Apa.           | Goles          | Club                         |
| ----- | -------------- | --------------------- | ---------------------------------- | -------------- | -------------- | ---------------------------- |
| 1     | POR            | Hernán Galíndez       | 30 de marzo de 1987 (34 años)      | 0              | 0              | C. D. Universidad Católica   |
| 2     | DEF            | Félix Torres          | 11 de enero de 1997 (24 años)      | 4              | 0              | C. Santos Laguna             |
| 3     | DEF            | Piero Hincapié        | 9 de enero de 2002 (19 años)       | 0              | 0              | C. A. Talleres (C)           |
| 4     | DEF            | Robert Arboleda (2.°) | 22 de octubre de 1991 (29 años)    | 22             | 2              | São Paulo F. C.              |
| 5     | MED            | Dixon Arroyo          | 1 de junio de 1992 (29 años)       | 1              | 0              | C. S. Emelec                 |
| 6     | MED            | Christian Noboa       | 9 de abril de 1985 (36 años)       | 81             | 4              | P. F. C. Sochi               |
| 7     | DEF            | Pervis Estupiñán      | 21 de enero de 1998 (23 años)      | 7              | 1              | Villarreal C. F.             |
| 8     | DEL            | Fidel Martínez        | 15 de febrero de 1990 (31 años)    | 33             | 8              | C. Tijuana                   |
| 9     | DEL            | Leonardo Campana      | 24 de julio de 2000 (20 años)      | 6              | 0              | F. C. Famalicão              |
| 10    | MED            | Damián Díaz           | 1 de mayo de 1986 (35 años)        | 2              | 0              | Barcelona S. C.              |
| 11    | DEL            | Michael Estrada       | 7 de abril de 1996 (25 años)       | 15             | 5              | Deportivo Toluca F. C.       |
| 12    | POR            | Pedro Ortiz           | 19 de febrero de 1990 (31 años)    | 2              | 0              | C. S. Emelec                 |
| 13    | DEL            | Enner Valencia (1.°)  | 4 de noviembre de 1989 (31 años)   | 57             | 31             | Fenerbahçe S. K.             |
| 14    | DEF            | Xavier Arreaga        | 28 de septiembre de 1994 (26 años) | 12             | 1              | Seattle Sounders F. C.       |
| 15    | MED            | Ángel Mena            | 21 de enero de 1988 (33 años)      | 27             | 6              | C. León                      |
| 16    | DEF            | Mario Pineida         | 6 de junio de 1992 (29 años)       | 9              | 0              | Barcelona S. C.              |
| 17    | DEF            | Ángelo Preciado       | 18 de febrero de 1998 (23 años)    | 9              | 0              | K. R. C. Genk                |
| 18    | MED            | Ayrton Preciado       | 17 de julio de 1994 (26 años)      | 17             | 1              | C. Santos Laguna             |
| 19    | DEL            | Gonzalo Plata         | 1 de noviembre de 2000 (20 años)   | 10             | 4              | Sporting de Lisboa           |
| 20    | MED            | Jhegson Méndez        | 26 de abril de 1997 (24 años)      | 18             | 0              | Orlando City S. C.           |
| 21    | MED            | Alan Franco           | 21 de agosto de 1998 (22 años)     | 9              | 1              | C. Atlético Mineiro          |
| 22    | POR            | Alexander Domínguez   | 5 de junio de 1987 (34 años)       | 59             | 0              | C. A. Vélez Sarsfield        |
| 23    | MED            | Moisés Caicedo        | 2 de noviembre de 2001 (19 años)   | 5              | 1              | Brighton & Hove Albion F. C. |
| 24    | DEF            | Luis Fernando León    | 11 de abril de 1993 (28 años)      | 3              | 0              | Barcelona S. C.              |
| 25    | MED            | José Carabalí         | 19 de mayo de 1997 (24 años)       | 2              | 0              | C. D. Universidad Católica   |
| 26    | DEL            | Jordy Caicedo         | 18 de noviembre de 1997 (23 años)  | 2              | 0              | CSKA Sofía                   |
| 27    | DEF            | Diego Palacios        | 12 de julio de 1999 (21 años)      | 6              | 0              | Los Angeles F. C.            |
| 28    | DEF            | José Hurtado          | 23 de diciembre de 2001 (19 años)  | 0              | 0              | Independiente del Valle      |
| D. T. | Gustavo Alfaro | Gustavo Alfaro        | Gustavo Alfaro                     | Gustavo Alfaro | Gustavo Alfaro | Gustavo Alfaro               |

El 29 de junio de 2021 se conoció que tras el resultado positivo de COVID-19 de Damián Díaz previo al último partido de la Fase de grupos, Carlos Gruezo sería incorporado a la delegación en su reemplazo.
| No. | Pos. | Jugador       | Fecha de nacimiento (edad)    | Apa. | Goles | Club            |
| --- | ---- | ------------- | ----------------------------- | ---- | ----- | --------------- |
| 10  | MED  | Carlos Gruezo | 19 de abril de 1995 (26 años) | 30   | 1     | F. C. Augsburgo |

| Leyenda                | Leyenda                                                                    |
| ---------------------- | -------------------------------------------------------------------------- |
|                        | Capitán de la selección (capitán o subcapitán en caso de ausencia).        |
|                        | Jugador contagiado con COVID-19.                                           |
| Recuperado de COVID-19 | Jugador previamente contagiado con COVID-19 y recuperado de la enfermedad. |
|                        | Jugador lesionado.                                                         |

## Participación

### Partidos
| Fecha       | Lugar          | Instancia        | Local     | Resultado | Visitante |
| ----------- | -------------- | ---------------- | --------- | --------- | --------- |
| 13 de junio | Cuiabá         | Fase de grupos   | Colombia  | 1:0 (1:0) | Ecuador   |
| 20 de junio | Río de Janeiro | Fase de grupos   | Venezuela | 2:2 (0:1) | Ecuador   |
| 23 de junio | Goiânia        | Fase de grupos   | Ecuador   | 2:2 (2:0) | Perú      |
| 27 de junio | Goiânia        | Fase de grupos   | Brasil    | 1:1 (1:0) | Ecuador   |
| 3 de julio  | Goiânia        | Cuartos de final | Argentina | 3:0 (1:0) | Ecuador   |

### Primera fase - Grupo B
| Selección | Pts | PJ | PG | PE | PP | GF | GC | Dif |
| --------- | --- | -- | -- | -- | -- | -- | -- | --- |
| Brasil    | 10  | 4  | 3  | 1  | 0  | 10 | 2  | +8  |
| Perú      | 7   | 4  | 2  | 1  | 1  | 5  | 7  | −2  |
| Colombia  | 4   | 4  | 1  | 1  | 2  | 3  | 4  | –1  |
| Ecuador   | 3   | 4  | 0  | 3  | 1  | 5  | 6  | −1  |
| Venezuela | 2   | 4  | 0  | 2  | 2  | 2  | 6  | −4  |

#### Colombia vs. Ecuador
| Jornada 1; 13 de junio | Colombia    | 1:0 (1:0) | Ecuador | Arena Pantanal, Cuiabá                                                     |                                                                            |
| 20:00 (UTC-4)          | Cardona 42' | Reporte   |         | Asistencia: Sin espectadores Árbitro(s): Néstor Pitana VAR: Mauro Vigliano | Asistencia: Sin espectadores Árbitro(s): Néstor Pitana VAR: Mauro Vigliano |

| 1          | Guardameta     | David Ospina        |       |
| 16         | Defensa        | Daniel Muñoz        |       |
| 13         | Defensa        | Yerry Mina          |       |
| 3          | Defensa        | Óscar Murillo       | 82'   |
| 17         | Defensa        | Yairo Moreno        | 45+5' |
| 11         | Centrocampista | Juan Cuadrado       |       |
| 5          | Centrocampista | Wilmar Barrios      |       |
| 15         | Centrocampista | Mateus Uribe        | 61'   |
| 10         | Centrocampista | Edwin Cardona       | 82'   |
| 18         | Delantero      | Rafael Santos Borré |       |
| 19         | Delantero      | Miguel Borja        | 61'   |
| Entrenador | Entrenador     | Reinaldo Rueda      |       |

| 12         | Guardameta     | Pedro Ortiz      |     |
| 17         | Defensa        | Ángelo Preciado  |     |
| 4          | Defensa        | Robert Arboleda  |     |
| 3          | Defensa        | Piero Hincapié   |     |
| 7          | Defensa        | Pervis Estupiñán |     |
| 19         | Centrocampista | Gonzalo Plata    | 69' |
| 20         | Centrocampista | Jhegson Méndez   |     |
| 23         | Centrocampista | Moisés Caicedo   | 80' |
| 8          | Centrocampista | Fidel Martínez   | 59' |
| 11         | Delantero      | Michael Estrada  | 69' |
| 13         | Delantero      | Enner Valencia   |     |
| Entrenador | Entrenador     | Gustavo Alfaro   |     |

| 6  | Defensa        | William Tesillo  | 45+5' |
| 21 | Centrocampista | Sebastián Pérez  | 61'   |
| 7  | Delantero      | Duván Zapata     | 61'   |
| 23 | Defensa        | Dávinson Sánchez | 82'   |
| 8  | Centrocampista | Gustavo Cuéllar  | 82'   |

| 15 | Centrocampista | Ángel Mena      | 59' |
| 18 | Centrocampista | Ayrton Preciado | 69' |
| 26 | Delantero      | Jordy Caicedo   | 69' |
| 10 | Centrocampista | Damián Díaz     | 80' |

| Anotado | 42' | Edwin Cardona | 1–0 |

| Amonestado | 25' | Mateus Uribe        |
| Amonestado | 79' | Daniel Muñoz        |
| Amonestado | 90' | Rafael Santos Borré |

| Amonestado | 87' | Enner Valencia |

| Árbitro             | Néstor Pitana       |
| Árbitros asistentes | Ezequiel Brailovsky |
| Árbitros asistentes | Gabriel Chade       |
| Cuarto árbitro      | Jesús Gil Manzano   |
| VAR                 | Mauro Vigliano      |
| Adicional VAR       | Facundo Tello       |
| Asesor de árbitros  | Ubaldo Aquino       |

| 1          | Guardameta     | David Ospina        |       |
| 16         | Defensa        | Daniel Muñoz        |       |
| 13         | Defensa        | Yerry Mina          |       |
| 3          | Defensa        | Óscar Murillo       | 82'   |
| 17         | Defensa        | Yairo Moreno        | 45+5' |
| 11         | Centrocampista | Juan Cuadrado       |       |
| 5          | Centrocampista | Wilmar Barrios      |       |
| 15         | Centrocampista | Mateus Uribe        | 61'   |
| 10         | Centrocampista | Edwin Cardona       | 82'   |
| 18         | Delantero      | Rafael Santos Borré |       |
| 19         | Delantero      | Miguel Borja        | 61'   |
| Entrenador | Entrenador     | Reinaldo Rueda      |       |

| 12         | Guardameta     | Pedro Ortiz      |     |
| 17         | Defensa        | Ángelo Preciado  |     |
| 4          | Defensa        | Robert Arboleda  |     |
| 3          | Defensa        | Piero Hincapié   |     |
| 7          | Defensa        | Pervis Estupiñán |     |
| 19         | Centrocampista | Gonzalo Plata    | 69' |
| 20         | Centrocampista | Jhegson Méndez   |     |
| 23         | Centrocampista | Moisés Caicedo   | 80' |
| 8          | Centrocampista | Fidel Martínez   | 59' |
| 11         | Delantero      | Michael Estrada  | 69' |
| 13         | Delantero      | Enner Valencia   |     |
| Entrenador | Entrenador     | Gustavo Alfaro   |     |

| 6  | Defensa        | William Tesillo  | 45+5' |
| 21 | Centrocampista | Sebastián Pérez  | 61'   |
| 7  | Delantero      | Duván Zapata     | 61'   |
| 23 | Defensa        | Dávinson Sánchez | 82'   |
| 8  | Centrocampista | Gustavo Cuéllar  | 82'   |

| 15 | Centrocampista | Ángel Mena      | 59' |
| 18 | Centrocampista | Ayrton Preciado | 69' |
| 26 | Delantero      | Jordy Caicedo   | 69' |
| 10 | Centrocampista | Damián Díaz     | 80' |

| Anotado | 42' | Edwin Cardona | 1–0 |

| Amonestado | 25' | Mateus Uribe        |
| Amonestado | 79' | Daniel Muñoz        |
| Amonestado | 90' | Rafael Santos Borré |

| Amonestado | 87' | Enner Valencia |

| Árbitro             | Néstor Pitana       |
| Árbitros asistentes | Ezequiel Brailovsky |
| Árbitros asistentes | Gabriel Chade       |
| Cuarto árbitro      | Jesús Gil Manzano   |
| VAR                 | Mauro Vigliano      |
| Adicional VAR       | Facundo Tello       |
| Asesor de árbitros  | Ubaldo Aquino       |

| Estadísticas      | Bandera de Colombia | Bandera de Ecuador |
| Tiros             | 5                   | 8                  |
| Tiros a puerta    | 2                   | 2                  |
| Faltas            | 19                  | 16                 |
| Saques de esquina | 1                   | 9                  |
| Penaltis          | 0                   | 0                  |
| Fueras de juego   | 2                   | 1                  |
| Posesión de balón | 41%                 | 59%                |

#### Venezuela vs. Ecuador
| Jornada 3; 20 de junio | Venezuela                        | 2:2 (0:1) | Ecuador                        | Estadio Olímpico Nilton Santos, Río de Janeiro                             |                                                                            |
| 18:00 (UTC-3)          | - Castillo 51' - Hernández 90+1' | Reporte   | - Ay. Preciado 39' - Plata 71' | Asistencia: Sin espectadores Árbitro(s): Roberto Tobar VAR: Julio Bascuñán | Asistencia: Sin espectadores Árbitro(s): Roberto Tobar VAR: Julio Bascuñán |

| 1          | Guardameta     | Wuilker Faríñez       |     |
| 21         | Defensa        | Alexander González    |     |
| 28         | Defensa        | Adrián Martínez       |     |
| 4          | Defensa        | José Manuel Velázquez |     |
| 14         | Defensa        | Luis Mago             |     |
| 27         | Defensa        | Yohán Cumana          | 77' |
| 13         | Centrocampista | José Martínez         | 77' |
| 5          | Centrocampista | Júnior Moreno         | 82' |
| 26         | Centrocampista | Edson Castillo        |     |
| 23         | Centrocampista | Cristian Cásseres Jr. | 82' |
| 9          | Delantero      | Fernando Aristeguieta | 57' |
| Entrenador | Entrenador     | José Peseiro          |     |

| 12         | Guardameta     | Pedro Ortiz      |     |
| 17         | Defensa        | Ángelo Preciado  |     |
| 4          | Defensa        | Robert Arboleda  |     |
| 3          | Defensa        | Piero Hincapié   |     |
| 7          | Defensa        | Pervis Estupiñán |     |
| 15         | Centrocampista | Ángel Mena       | 68' |
| 20         | Centrocampista | Jhegson Méndez   | 67' |
| 23         | Centrocampista | Moisés Caicedo   |     |
| 18         | Centrocampista | Ayrton Preciado  | 88' |
| 9          | Delantero      | Leonardo Campana |     |
| 13         | Delantero      | Enner Valencia   | 83' |
| Entrenador | Entrenador     | Gustavo Alfaro   |     |

| 11 | Delantero      | Sergio Córdova   | 57' |
| 20 | Defensa        | Ronald Hernández | 77' |
| 15 | Delantero      | Jan Hurtado      | 77' |
| 24 | Centrocampista | Bernaldo Manzano | 82' |
| 25 | Centrocampista | Richard Celis    | 82' |

| 6  | Centrocampista | Christian Noboa | 67' |
| 19 | Delantero      | Gonzalo Plata   | 68' |
| 21 | Centrocampista | Alan Franco     | 83' |
| 8  | Delantero      | Fidel Martínez  | 88' |

| Anotado | 51'   | Edson Castillo   | 1–1 |
| Anotado | 90+1' | Ronald Hernández | 2–2 |

| Anotado | 39' | Ayrton Preciado | 0–1 |
| Anotado | 71' | Gonzalo Plata   | 1–2 |

| Amonestado | 21'   | Enner Valencia  |
| Amonestado | 45+3' | Ángelo Preciado |
| Amonestado | 81'   | Moisés Caicedo  |

| Árbitro             | Roberto Tobar       |
| Árbitros asistentes | Christian Schiemann |
| Árbitros asistentes | Claudio Ríos        |
| Cuarto árbitro      | Leodán González     |
| VAR                 | Julio Bascuñán      |
| Adicional VAR       | Cristián Garay      |
| Asesor de árbitros  | Ubaldo Aquino       |

| 1          | Guardameta     | Wuilker Faríñez       |     |
| 21         | Defensa        | Alexander González    |     |
| 28         | Defensa        | Adrián Martínez       |     |
| 4          | Defensa        | José Manuel Velázquez |     |
| 14         | Defensa        | Luis Mago             |     |
| 27         | Defensa        | Yohán Cumana          | 77' |
| 13         | Centrocampista | José Martínez         | 77' |
| 5          | Centrocampista | Júnior Moreno         | 82' |
| 26         | Centrocampista | Edson Castillo        |     |
| 23         | Centrocampista | Cristian Cásseres Jr. | 82' |
| 9          | Delantero      | Fernando Aristeguieta | 57' |
| Entrenador | Entrenador     | José Peseiro          |     |

| 12         | Guardameta     | Pedro Ortiz      |     |
| 17         | Defensa        | Ángelo Preciado  |     |
| 4          | Defensa        | Robert Arboleda  |     |
| 3          | Defensa        | Piero Hincapié   |     |
| 7          | Defensa        | Pervis Estupiñán |     |
| 15         | Centrocampista | Ángel Mena       | 68' |
| 20         | Centrocampista | Jhegson Méndez   | 67' |
| 23         | Centrocampista | Moisés Caicedo   |     |
| 18         | Centrocampista | Ayrton Preciado  | 88' |
| 9          | Delantero      | Leonardo Campana |     |
| 13         | Delantero      | Enner Valencia   | 83' |
| Entrenador | Entrenador     | Gustavo Alfaro   |     |

| 11 | Delantero      | Sergio Córdova   | 57' |
| 20 | Defensa        | Ronald Hernández | 77' |
| 15 | Delantero      | Jan Hurtado      | 77' |
| 24 | Centrocampista | Bernaldo Manzano | 82' |
| 25 | Centrocampista | Richard Celis    | 82' |

| 6  | Centrocampista | Christian Noboa | 67' |
| 19 | Delantero      | Gonzalo Plata   | 68' |
| 21 | Centrocampista | Alan Franco     | 83' |
| 8  | Delantero      | Fidel Martínez  | 88' |

| Anotado | 51'   | Edson Castillo   | 1–1 |
| Anotado | 90+1' | Ronald Hernández | 2–2 |

| Anotado | 39' | Ayrton Preciado | 0–1 |
| Anotado | 71' | Gonzalo Plata   | 1–2 |

| Amonestado | 21'   | Enner Valencia  |
| Amonestado | 45+3' | Ángelo Preciado |
| Amonestado | 81'   | Moisés Caicedo  |

| Árbitro             | Roberto Tobar       |
| Árbitros asistentes | Christian Schiemann |
| Árbitros asistentes | Claudio Ríos        |
| Cuarto árbitro      | Leodán González     |
| VAR                 | Julio Bascuñán      |
| Adicional VAR       | Cristián Garay      |
| Asesor de árbitros  | Ubaldo Aquino       |

| Estadísticas      | Bandera de Venezuela | Bandera de Ecuador |
| Tiros             | 9                    | 19                 |
| Tiros a puerta    | 3                    | 7                  |
| Faltas            | 7                    | 15                 |
| Saques de esquina | 5                    | 5                  |
| Penaltis          | 0                    | 0                  |
| Fueras de juego   | 2                    | 1                  |
| Posesión de balón | 31%                  | 69%                |

#### Ecuador vs. Perú
| Jornada 4; 23 de junio | Ecuador                                 | 2:2 (2:0) | Perú                          | Estadio Olímpico, Goiânia                                                      |                                                                                |
| 18:00 (UTC-3)          | - Tapia 23' (a.g.) - Ay. Preciado 45+3' | Reporte   | - Lapadula 49' - Carrillo 54' | Asistencia: Sin espectadores Árbitro(s): Gil Manzano VAR: De Burgos Bengoetxea | Asistencia: Sin espectadores Árbitro(s): Gil Manzano VAR: De Burgos Bengoetxea |

| 1          | Guardameta     | Hernán Galíndez  |       |
| 17         | Defensa        | Ángelo Preciado  |       |
| 4          | Defensa        | Robert Arboleda  |       |
| 3          | Defensa        | Piero Hincapié   |       |
| 7          | Defensa        | Pervis Estupiñán |       |
| 21         | Centrocampista | Alan Franco      | 82'   |
| 20         | Centrocampista | Jhegson Méndez   | 81'   |
| 23         | Centrocampista | Moisés Caicedo   |       |
| 18         | Centrocampista | Ayrton Preciado  | 90+2' |
| 10         | Centrocampista | Damián Díaz      | 64'   |
| 9          | Delantero      | Leonardo Campana | 64'   |
| Entrenador | Entrenador     | Gustavo Alfaro   |       |

| 1          | Guardameta     | Pedro Gallese     |       |
| 3          | Defensa        | Aldo Corzo        |       |
| 15         | Defensa        | Christian Ramos   |       |
| 22         | Defensa        | Alexander Callens |       |
| 6          | Defensa        | Miguel Trauco     |       |
| 13         | Centrocampista | Renato Tapia      |       |
| 19         | Centrocampista | Yoshimar Yotún    | 90+3' |
| 18         | Centrocampista | André Carrillo    |       |
| 8          | Centrocampista | Sergio Peña       | 78'   |
| 10         | Centrocampista | Christian Cueva   | 86'   |
| 9          | Delantero      | Gianluca Lapadula | 78'   |
| Entrenador | Entrenador     | Ricardo Gareca    |       |

| 11 | Delantero      | Michael Estrada | 64'   |
| 15 | Centrocampista | Ángel Mena      | 64'   |
| 6  | Centrocampista | Christian Noboa | 81'   |
| 26 | Delantero      | Jordy Caicedo   | 82'   |
| 8  | Delantero      | Fidel Martínez  | 90+2' |

| 14 | Centrocampista | Wilder Cartagena | 78'   |
| 20 | Delantero      | Santiago Ormeño  | 78'   |
| 5  | Defensa        | Miguel Araujo    | 86'   |
| 17 | Delantero      | Luis Iberico     | 90+3' |

| Anotado · Autogol | 23'   | Renato Tapia    | 1–0 |
| Anotado           | 45+3' | Ayrton Preciado | 2–0 |

| Anotado | 49' | Gianluca Lapadula | 2–1 |
| Anotado | 54' | André Carrillo    | 2–2 |

| Amonestado | 57' | Piero Hincapié |

| Amonestado | 88' | Christian Ramos |

| Árbitro             | Jesús Gil Manzano            |
| Árbitros asistentes | Diego Barbero Sevilla        |
| Árbitros asistentes | Ángel Nevado Rodríguez       |
| Cuarto árbitro      | Patricio Loustau             |
| VAR                 | Ricardo de Burgos Bengoetxea |
| Adicional VAR       | José Luis Munuera Montero    |
| Asesor de árbitros  | Amelio Andino                |

| 1          | Guardameta     | Hernán Galíndez  |       |
| 17         | Defensa        | Ángelo Preciado  |       |
| 4          | Defensa        | Robert Arboleda  |       |
| 3          | Defensa        | Piero Hincapié   |       |
| 7          | Defensa        | Pervis Estupiñán |       |
| 21         | Centrocampista | Alan Franco      | 82'   |
| 20         | Centrocampista | Jhegson Méndez   | 81'   |
| 23         | Centrocampista | Moisés Caicedo   |       |
| 18         | Centrocampista | Ayrton Preciado  | 90+2' |
| 10         | Centrocampista | Damián Díaz      | 64'   |
| 9          | Delantero      | Leonardo Campana | 64'   |
| Entrenador | Entrenador     | Gustavo Alfaro   |       |

| 1          | Guardameta     | Pedro Gallese     |       |
| 3          | Defensa        | Aldo Corzo        |       |
| 15         | Defensa        | Christian Ramos   |       |
| 22         | Defensa        | Alexander Callens |       |
| 6          | Defensa        | Miguel Trauco     |       |
| 13         | Centrocampista | Renato Tapia      |       |
| 19         | Centrocampista | Yoshimar Yotún    | 90+3' |
| 18         | Centrocampista | André Carrillo    |       |
| 8          | Centrocampista | Sergio Peña       | 78'   |
| 10         | Centrocampista | Christian Cueva   | 86'   |
| 9          | Delantero      | Gianluca Lapadula | 78'   |
| Entrenador | Entrenador     | Ricardo Gareca    |       |

| 11 | Delantero      | Michael Estrada | 64'   |
| 15 | Centrocampista | Ángel Mena      | 64'   |
| 6  | Centrocampista | Christian Noboa | 81'   |
| 26 | Delantero      | Jordy Caicedo   | 82'   |
| 8  | Delantero      | Fidel Martínez  | 90+2' |

| 14 | Centrocampista | Wilder Cartagena | 78'   |
| 20 | Delantero      | Santiago Ormeño  | 78'   |
| 5  | Defensa        | Miguel Araujo    | 86'   |
| 17 | Delantero      | Luis Iberico     | 90+3' |

| Anotado · Autogol | 23'   | Renato Tapia    | 1–0 |
| Anotado           | 45+3' | Ayrton Preciado | 2–0 |

| Anotado | 49' | Gianluca Lapadula | 2–1 |
| Anotado | 54' | André Carrillo    | 2–2 |

| Amonestado | 57' | Piero Hincapié |

| Amonestado | 88' | Christian Ramos |

| Árbitro             | Jesús Gil Manzano            |
| Árbitros asistentes | Diego Barbero Sevilla        |
| Árbitros asistentes | Ángel Nevado Rodríguez       |
| Cuarto árbitro      | Patricio Loustau             |
| VAR                 | Ricardo de Burgos Bengoetxea |
| Adicional VAR       | José Luis Munuera Montero    |
| Asesor de árbitros  | Amelio Andino                |

| Estadísticas      | Bandera de Ecuador | Bandera de Perú |
| Tiros             | 16                 | 7               |
| Tiros a puerta    | 6                  | 4               |
| Faltas            | 19                 | 11              |
| Saques de esquina | 13                 | 0               |
| Penaltis          | 0                  | 0               |
| Fueras de juego   | 1                  | 3               |
| Posesión de balón | 58%                | 42%             |

#### Brasil vs. Ecuador
| Jornada 5; 27 de junio | Brasil      | 1:1 (1:0) | Ecuador  | Estadio Olímpico, Goiânia                                                  |                                                                            |
| 18:00 (UTC-3)          | Militão 37' | Reporte   | Mena 53' | Asistencia: Sin espectadores Árbitro(s): Roberto Tobar VAR: Julio Bascuñán | Asistencia: Sin espectadores Árbitro(s): Roberto Tobar VAR: Julio Bascuñán |

| 1          | Guardameta     | Alisson           |     |
| 13         | Defensa        | Emerson Royal     |     |
| 14         | Defensa        | Éder Militão      |     |
| 4          | Defensa        | Marquinhos        |     |
| 16         | Defensa        | Renan Lodi        | 49' |
| 15         | Centrocampista | Fabinho           |     |
| 25         | Centrocampista | Douglas Luiz      | 63' |
| 17         | Centrocampista | Lucas Paquetá     | 78' |
| 20         | Centrocampista | Roberto Firmino   | 63' |
| 19         | Centrocampista | Éverton Cebolinha | 78' |
| 21         | Delantero      | Gabriel Barbosa   |     |
| Entrenador | Entrenador     | Tite              |     |

| 1          | Guardameta     | Hernán Galíndez  |     |
| 17         | Defensa        | Ángelo Preciado  |     |
| 4          | Defensa        | Robert Arboleda  |     |
| 3          | Defensa        | Piero Hincapié   |     |
| 7          | Defensa        | Pervis Estupiñán |     |
| 21         | Centrocampista | Alan Franco      |     |
| 20         | Centrocampista | Jhegson Méndez   |     |
| 23         | Centrocampista | Moisés Caicedo   | 17' |
| 27         | Centrocampista | Diego Palacios   | 72' |
| 13         | Delantero      | Enner Valencia   | 83' |
| 18         | Delantero      | Ayrton Preciado  | 84' |
| Entrenador | Entrenador     | Gustavo Alfaro   |     |

| 2  | Defensa        | Danilo          | 49' |
| 5  | Centrocampista | Casemiro        | 63' |
| 18 | Delantero      | Vinícius Júnior | 63' |
| 11 | Centrocampista | Éverton Ribeiro | 78' |
| 7  | Delantero      | Richarlison     | 78' |

| 15 | Centrocampista | Ángel Mena       | 17' |
| 19 | Delantero      | Gonzalo Plata    | 72' |
| 9  | Delantero      | Leonardo Campana | 83' |
| 16 | Defensa        | Mario Pineida    | 84' |

| Anotado | 37' | Éder Militão | 1–0 |

| Anotado | 53' | Ángel Mena | 1–1 |

| Amonestado | 83' | Pervis Estupiñán |

| Árbitro             | Roberto Tobar       |
| Árbitros asistentes | Christian Schiemann |
| Árbitros asistentes | Claudio Ríos        |
| Cuarto árbitro      | Andrés Cunha        |
| VAR                 | Julio Bascuñán      |
| Adicional VAR       | Cristián Garay      |
| Asesor de árbitros  | Amelio Andino       |

| 1          | Guardameta     | Alisson           |     |
| 13         | Defensa        | Emerson Royal     |     |
| 14         | Defensa        | Éder Militão      |     |
| 4          | Defensa        | Marquinhos        |     |
| 16         | Defensa        | Renan Lodi        | 49' |
| 15         | Centrocampista | Fabinho           |     |
| 25         | Centrocampista | Douglas Luiz      | 63' |
| 17         | Centrocampista | Lucas Paquetá     | 78' |
| 20         | Centrocampista | Roberto Firmino   | 63' |
| 19         | Centrocampista | Éverton Cebolinha | 78' |
| 21         | Delantero      | Gabriel Barbosa   |     |
| Entrenador | Entrenador     | Tite              |     |

| 1          | Guardameta     | Hernán Galíndez  |     |
| 17         | Defensa        | Ángelo Preciado  |     |
| 4          | Defensa        | Robert Arboleda  |     |
| 3          | Defensa        | Piero Hincapié   |     |
| 7          | Defensa        | Pervis Estupiñán |     |
| 21         | Centrocampista | Alan Franco      |     |
| 20         | Centrocampista | Jhegson Méndez   |     |
| 23         | Centrocampista | Moisés Caicedo   | 17' |
| 27         | Centrocampista | Diego Palacios   | 72' |
| 13         | Delantero      | Enner Valencia   | 83' |
| 18         | Delantero      | Ayrton Preciado  | 84' |
| Entrenador | Entrenador     | Gustavo Alfaro   |     |

| 2  | Defensa        | Danilo          | 49' |
| 5  | Centrocampista | Casemiro        | 63' |
| 18 | Delantero      | Vinícius Júnior | 63' |
| 11 | Centrocampista | Éverton Ribeiro | 78' |
| 7  | Delantero      | Richarlison     | 78' |

| 15 | Centrocampista | Ángel Mena       | 17' |
| 19 | Delantero      | Gonzalo Plata    | 72' |
| 9  | Delantero      | Leonardo Campana | 83' |
| 16 | Defensa        | Mario Pineida    | 84' |

| Anotado | 37' | Éder Militão | 1–0 |

| Anotado | 53' | Ángel Mena | 1–1 |

| Amonestado | 83' | Pervis Estupiñán |

| Árbitro             | Roberto Tobar       |
| Árbitros asistentes | Christian Schiemann |
| Árbitros asistentes | Claudio Ríos        |
| Cuarto árbitro      | Andrés Cunha        |
| VAR                 | Julio Bascuñán      |
| Adicional VAR       | Cristián Garay      |
| Asesor de árbitros  | Amelio Andino       |

| Estadísticas      | Bandera de Brasil | Bandera de Ecuador |
| Tiros             | 6                 | 8                  |
| Tiros a puerta    | 3                 | 3                  |
| Faltas            | 5                 | 12                 |
| Saques de esquina | 4                 | 7                  |
| Penaltis          | 0                 | 0                  |
| Fueras de juego   | 1                 | 1                  |
| Posesión de balón | 62%               | 38%                |

### Cuartos de final

#### Argentina vs. Ecuador
| Cuartos de final; 3 de julio | Argentina                                      | 3:0 (1:0) | Ecuador | Estadio Olímpico, Goiânia                                                 |                                                                           |
| 22:00 (UTC-3)                | - De Paul 40' - La. Martínez 84' - Messi 90+3' | Reporte   |         | Asistencia: Sin espectadores Árbitro(s): Wilton Sampaio VAR: Wagner Reway | Asistencia: Sin espectadores Árbitro(s): Wilton Sampaio VAR: Wagner Reway |

| 23         | Guardameta     | Emiliano Martínez |       |
| 26         | Defensa        | Nahuel Molina     |       |
| 6          | Defensa        | Germán Pezzella   |       |
| 19         | Defensa        | Nicolás Otamendi  |       |
| 8          | Defensa        | Marcos Acuña      |       |
| 7          | Centrocampista | Rodrigo De Paul   |       |
| 5          | Centrocampista | Leandro Paredes   | 71'   |
| 20         | Centrocampista | Giovani Lo Celso  | 71'   |
| 10         | Delantero      | Lionel Messi      |       |
| 22         | Delantero      | Lautaro Martínez  | 90+4' |
| 15         | Delantero      | Nicolás González  | 83'   |
| Entrenador | Entrenador     | Lionel Scaloni    |       |

| 1          | Guardameta     | Hernán Galíndez  |     |
| 17         | Defensa        | Ángelo Preciado  | 83' |
| 4          | Defensa        | Robert Arboleda  |     |
| 3          | Defensa        | Piero Hincapié   |     |
| 7          | Defensa        | Pervis Estupiñán |     |
| 21         | Centrocampista | Alan Franco      | 70' |
| 10         | Centrocampista | Carlos Gruezo    | 46' |
| 20         | Centrocampista | Jhegson Méndez   |     |
| 15         | Delantero      | Ángel Mena       |     |
| 13         | Delantero      | Enner Valencia   |     |
| 27         | Delantero      | Diego Palacios   | 46' |
| Entrenador | Entrenador     | Gustavo Alfaro   |     |

| 11 | Delantero      | Ángel Di María     | 71'   |
| 18 | Centrocampista | Guido Rodríguez    | 71'   |
| 3  | Defensa        | Nicolás Tagliafico | 83'   |
| 9  | Delantero      | Sergio Agüero      | 90+4' |

| 11 | Delantero      | Michael Estrada  | 46' |
| 19 | Delantero      | Gonzalo Plata    | 46' |
| 23 | Centrocampista | Moisés Caicedo   | 70' |
| 9  | Delantero      | Leonardo Campana | 83' |

| Anotado | 40'   | Rodrigo De Paul  | 1–0 |
| Anotado | 84'   | Lautaro Martínez | 2–0 |
| Anotado | 90+3' | Lionel Messi     | 3–0 |

| Amonestado | 45+4' | Nicolás Otamendi |
| Amonestado | 66'   | Nicolás González |

| Amonestado | 20' | Ángelo Preciado  |
| Amonestado | 31' | Alan Franco      |
| Amonestado | 44' | Pervis Estupiñán |

| Expulsado | 90+2' | Piero Hincapié |

| Árbitro             | Wilton Sampaio      |
| Árbitros asistentes | Danilo Manis        |
| Árbitros asistentes | Bruno Pires         |
| Cuarto árbitro      | Víctor Carrillo     |
| VAR                 | Wagner Reway        |
| Adicionales VAR     | Rafael Traci        |
| Adicionales VAR     | Eduardo Cardozo     |
| Asesor de árbitros  | Émerson de Carvalho |

| 23         | Guardameta     | Emiliano Martínez |       |
| 26         | Defensa        | Nahuel Molina     |       |
| 6          | Defensa        | Germán Pezzella   |       |
| 19         | Defensa        | Nicolás Otamendi  |       |
| 8          | Defensa        | Marcos Acuña      |       |
| 7          | Centrocampista | Rodrigo De Paul   |       |
| 5          | Centrocampista | Leandro Paredes   | 71'   |
| 20         | Centrocampista | Giovani Lo Celso  | 71'   |
| 10         | Delantero      | Lionel Messi      |       |
| 22         | Delantero      | Lautaro Martínez  | 90+4' |
| 15         | Delantero      | Nicolás González  | 83'   |
| Entrenador | Entrenador     | Lionel Scaloni    |       |

| 1          | Guardameta     | Hernán Galíndez  |     |
| 17         | Defensa        | Ángelo Preciado  | 83' |
| 4          | Defensa        | Robert Arboleda  |     |
| 3          | Defensa        | Piero Hincapié   |     |
| 7          | Defensa        | Pervis Estupiñán |     |
| 21         | Centrocampista | Alan Franco      | 70' |
| 10         | Centrocampista | Carlos Gruezo    | 46' |
| 20         | Centrocampista | Jhegson Méndez   |     |
| 15         | Delantero      | Ángel Mena       |     |
| 13         | Delantero      | Enner Valencia   |     |
| 27         | Delantero      | Diego Palacios   | 46' |
| Entrenador | Entrenador     | Gustavo Alfaro   |     |

| 11 | Delantero      | Ángel Di María     | 71'   |
| 18 | Centrocampista | Guido Rodríguez    | 71'   |
| 3  | Defensa        | Nicolás Tagliafico | 83'   |
| 9  | Delantero      | Sergio Agüero      | 90+4' |

| 11 | Delantero      | Michael Estrada  | 46' |
| 19 | Delantero      | Gonzalo Plata    | 46' |
| 23 | Centrocampista | Moisés Caicedo   | 70' |
| 9  | Delantero      | Leonardo Campana | 83' |

| Anotado | 40'   | Rodrigo De Paul  | 1–0 |
| Anotado | 84'   | Lautaro Martínez | 2–0 |
| Anotado | 90+3' | Lionel Messi     | 3–0 |

| Amonestado | 45+4' | Nicolás Otamendi |
| Amonestado | 66'   | Nicolás González |

| Amonestado | 20' | Ángelo Preciado  |
| Amonestado | 31' | Alan Franco      |
| Amonestado | 44' | Pervis Estupiñán |

| Expulsado | 90+2' | Piero Hincapié |

| Árbitro             | Wilton Sampaio      |
| Árbitros asistentes | Danilo Manis        |
| Árbitros asistentes | Bruno Pires         |
| Cuarto árbitro      | Víctor Carrillo     |
| VAR                 | Wagner Reway        |
| Adicionales VAR     | Rafael Traci        |
| Adicionales VAR     | Eduardo Cardozo     |
| Asesor de árbitros  | Émerson de Carvalho |

| Estadísticas      | Bandera de Argentina | Bandera de Ecuador |
| Tiros             | 21                   | 10                 |
| Tiros a puerta    | 8                    | 2                  |
| Faltas            | 16                   | 14                 |
| Saques de esquina | 6                    | 10                 |
| Penaltis          | 0                    | 0                  |
| Fueras de juego   | 1                    | 4                  |
| Posesión de balón | 46%                  | 54%                |

## Estadísticas

### Participación de jugadores
| N.° | Pos        | Jugador             | PJ | Minutos jugados | Goles recibidos | Atajos | Tarjetas amarillas | Doble tarjeta amarilla y roja | Tarjetas rojas |
| --- | ---------- | ------------------- | -- | --------------- | --------------- | ------ | ------------------ | ----------------------------- | -------------- |
| 1   | Guardameta | Hernán Galíndez     | 3  | 270             | 6               | 8      | 0                  | 0                             | 0              |
| 12  | Guardameta | Pedro Ortiz         | 2  | 180             | 3               | 2      | 0                  | 0                             | 0              |
| 22  | Guardameta | Alexander Domínguez | 0  | 0               | 0               | 0      | 0                  | 0                             | 0              |

| N.° | Pos            | Jugador            | PJ | Minutos jugados | Goles | Asistencias | Tarjetas Amarillas | Doble tarjeta amarilla y roja | Tarjetas rojas |
| --- | -------------- | ------------------ | -- | --------------- | ----- | ----------- | ------------------ | ----------------------------- | -------------- |
| 2   | Defensa        | Félix Torres       | 0  | 0               | 0     | 0           | 0                  | 0                             | 0              |
| 3   | Defensa        | Piero Hincapié     | 5  | 450             | 0     | 0           | 1                  | 0                             | 1              |
| 4   | Defensa        | Robert Arboleda    | 5  | 450             | 0     | 1           | 0                  | 0                             | 0              |
| 5   | Centrocampista | Dixon Arroyo       | 0  | 0               | 0     | 0           | 0                  | 0                             | 0              |
| 6   | Centrocampista | Christian Noboa    | 2  | 32              | 0     | 0           | 0                  | 0                             | 0              |
| 7   | Defensa        | Pervis Estupiñán   | 5  | 450             | 0     | 0           | 2                  | 0                             | 0              |
| 8   | Delantero      | Fidel Martínez     | 3  | 62              | 0     | 0           | 0                  | 0                             | 0              |
| 9   | Delantero      | Leonardo Campana   | 4  | 168             | 0     | 0           | 0                  | 0                             | 0              |
| 10  | Centrocampista | Damián Díaz        | 2  | 74              | 0     | 1           | 0                  | 0                             | 0              |
| 10  | Centrocampista | Carlos Gruezo      | 1  | 45              | 0     | 0           | 0                  | 0                             | 0              |
| 11  | Delantero      | Michael Estrada    | 3  | 140             | 0     | 0           | 0                  | 0                             | 0              |
| 13  | Delantero      | Enner Valencia     | 4  | 346             | 0     | 1           | 2                  | 0                             | 0              |
| 14  | Defensa        | Xavier Arreaga     | 0  | 0               | 0     | 0           | 0                  | 0                             | 0              |
| 15  | Centrocampista | Ángel Mena         | 5  | 288             | 1     | 0           | 0                  | 0                             | 0              |
| 16  | Defensa        | Mario Pineida      | 1  | 6               | 0     | 0           | 0                  | 0                             | 0              |
| 17  | Defensa        | Ángelo Preciado    | 5  | 443             | 0     | 0           | 2                  | 0                             | 0              |
| 18  | Defensa        | Ayrton Preciado    | 4  | 282             | 2     | 0           | 0                  | 0                             | 0              |
| 19  | Delantero      | Gonzalo Plata      | 4  | 154             | 1     | 0           | 0                  | 0                             | 0              |
| 20  | Centrocampista | Jhegson Méndez     | 5  | 418             | 0     | 0           | 0                  | 0                             | 0              |
| 21  | Centrocampista | Alan Franco        | 4  | 249             | 0     | 0           | 1                  | 0                             | 0              |
| 23  | Centrocampista | Moisés Caicedo     | 5  | 297             | 0     | 0           | 1                  | 0                             | 0              |
| 24  | Defensa        | Luis Fernando León | 0  | 0               | 0     | 0           | 0                  | 0                             | 0              |
| 25  | Centrocampista | José Carabalí      | 0  | 0               | 0     | 0           | 0                  | 0                             | 0              |
| 26  | Delantero      | Jordy Caicedo      | 2  | 29              | 0     | 0           | 0                  | 0                             | 0              |
| 27  | Defensa        | Diego Palacios     | 2  | 117             | 0     | 0           | 0                  | 0                             | 0              |
| 28  | Defensa        | José Hurtado       | 0  | 0               | 0     | 0           | 0                  | 0                             | 0              |

### Goleadores
| N.°   | Jugador              | Anotado | PJ | Prom. | Jugada | Cabeza | TL | Penal |
| ----- | -------------------- | ------- | -- | ----- | ------ | ------ | -- | ----- |
| 1     | Ayrton Preciado      | 2       | 4  | 0.5   | 2      | 0      | 0  | 0     |
| 2     | Gonzalo Plata        | 1       | 4  | 0.25  | 1      | 0      | 0  | 0     |
|       | Ángel Mena           | 1       | 5  | 0.2   | 1      | 0      | 0  | 0     |
|       | Gol en propia puerta | 1       | 5  | 0.2   | 1      | 0      | -  | -     |
| Total | Total                | 5       | 5  | 1     | 4      | 0      | 0  | 0     |

### Asistencias
| N.°   | Jugador         | Asistencia | Jugada | Cabeza | TL | SdE |
| ----- | --------------- | ---------- | ------ | ------ | -- | --- |
| 1     | Robert Arboleda | 1          | 1      | 0      | 0  | 0   |
|       | Damián Díaz     | 1          | 1      | 0      | 0  | 0   |
|       | Enner Valencia  | 1          | 0      | 1      | 0  | 0   |
| Total | Total           | 3          | 2      | 1      | 0  | 0   |